# Chris Edwards
Chris « Dibs » Edwards (né Christopher David Edwards le 20 décembre 1980 à Leicester, au Royaume-Uni) est le bassiste du groupe de rock alternatif Kasabian.

## Biographie
Son père est professeur de mathématiques au Sir Jonathan North Community College (en) de Leicester, tandis que sa mère est passionnée de photographie. Au milieu des années 1990, il est lycéen au Community College de Countesthorpe. Il y fait la connaissance de Sergio Pizzorno, avec qui il partage la même passion pour la musique et Oasis. Ils forment ensuite Saracuse avec Tom Meighan, Chris Karloff et Ben Kealy. Ils commencent à enregistrer quelques chansons aux Bedrock Studios de Leicester, où Edwards aide le propriétaire, Scott Gilbert, à produire des livres audio pour enfants et dans le but d'obtenir l'Equity Card (en) pour sa mère avant son déménagement à Londres. Après une première démo, le groupe change de nom pour Kasabian, en référence à Linda Kasabian, en 2002.

## Influences
En dehors d'Oasis, il s'est inspiré de The Verve lorsqu'il a commencé la basse à dix-huit ans, avant de s'orienter vers un jeu plus proche de celui de Noel Redding, du Jimi Hendrix Experience.

## Matériel
Edwards utilise principalement une Fender Jazz Bass, mais il a déjà été vu avec Fender Jaguar Bass, une Rickenbacker 4003 ou une Höfner Violin. Il associe l'instrument à deux micros Marshall, un ampli Ampeg SVT Classic, un cabinet Hartke 4X10 ou Vox et des pédales d'effet (Electro-Harmonix et Boss).

### Ouvrage
- (en) Joe Shooman, Kasabian : Sound, Movement & Empire, Independent Music Press, 24 avril 2008, 176 p. (ISBN 190619100X et 978-1906191009)

1. ↑  Shooman 2008, p. 15
2. ↑  Shooman 2008, p. 20
3. ↑  Shooman 2008, p. 47